# Robert Schwarz (Grafiker)
Robert Schwarz (* 1951 in Ludwigshafen am Rhein) ist ein deutscher Lithograf, Grafiker und Buchkünstler.

## Leben
Robert Schwarz studierte Kunstgeschichte und Kunsterziehung an den Hochschulen von Heidelberg und Mainz. Von 1984 bis 1991 hatte er einen Lehrauftrag für Lithographie an der Kunstakademie Mainz. Seit 1980 lebt und arbeitet er als freischaffender Künstler in Mainz mit den Arbeitsschwerpunkten Lithografie und Buchkunst.
Schwarz hat u. a. buchkünstlerische Arbeiten zu Catull, Hofmannswaldau, Goethe, Hölderlin, Kleist, Büchner oder Trakl geschaffen. Außerdem hat er Stunden- und Gebetbücher gestaltet. In den letzten Jahren beschäftigt er sich mit einer Verbindung zwischen dem traditionellen Medium des Buches und dem neueren Medium Video. Er gestaltete zuerst hybride Kombinationen aus einem Buch mit einem Abspielgerät für ein Video als eine neue, parallele Inhaltsangabe des Buches. 
In weiterer Folge entstanden dann reine Gedichtvideos, so eines zu Celans Todesfuge, oder Trakls nachts und melusine.

## Auszeichnungen
- 1977 Stipendium der Stadt Ludwigshafen
- 1984 Förderpreis des Landes Rheinland-Pfalz
- 1987 Casa-Baldi-Stipendium, Olevano/Italien
- 1989 Stadtdrucker Mainz
- 1993 Albert-Haueisen-Preis der Stadt Germersheim
- 1998 Stipendium Cité des Arts, Paris
- 1998 Pfalzpreis für Graphik

## Einzelausstellungen
- 1977, 1988, 2001, 2008: Galerie Rehberg, Mainz
- 1977: Städtische Kunstsammlungen, Ludwigshafen
- 1982: Wilhelm-Hack-Museum, Ludwigshafen
- 1983, 1994, 1999: Museum Pfalzgalerie Kaiserslautern (MPK)
- 1985: Städtische Galerie, Remscheid
- 1985: Evangelischer Kunstdienst, Hamburg
- 1989: Gutenberg-Museum, Mainz
- 1990: Schillerhaus (Oggersheim), Ludwigshafen
- 1990: Galerie Druck & Buch/Hölderlin-Gesellschaft, Tübingen
- 1991: Stadtbibliothek, Heidelberg
- 1991: Württembergische Landesbibliothek, Stuttgart
- 1991: Städtische Galerie, Erfurt
- 1993: Museum Angewandte Kunst (MAK), Frankfurt am Main
- 1993: Ikonen-Museum (Frankfurt am Main)
- 1994: Herzog-August-Bibliothek, Wolfenbüttel
- 1995: Galerie Argile, Brüssel
- 1997, 2003, 2014: Klingspor-Museum, Offenbach
- 1997: Schloss Waldthausen, Mainz
- 2002: Museum Meermanno-Westreenianum, Den Haag
- 2002: Gerd-Bucerius-Bibliothek, Hamburg
- 2003, 2007: Galerie Druck & Buch, Tübingen
- 2004: Collegium oecumenicum, Bamberg
- 2005: Kunstverein Speyer
- 2007: Römisch-Germanisches Zentralmuseum, Mainz
- 2010, 2015: Galerie Rehberg, Horn
- 2015: Galerie Druck & Buch, Wien
- 2018: Universitätsbibliothek Bamberg[2]

## Werke in öffentlichem Besitz
- Bamberg, Dom- und Diözesanmuseum
- Basel, Öffentliche Bibliothek der Universität
- Bonn, Bundesministerium für Bildung und Wissenschaft
- Coburg, Landesbibliothek
- Den Haag, Museum Meermanno-Westreenianum
- Dresden, Sächsische Landesbibliothek
- Essen, Universitätsbibliothek
- Frankfurt/Main, Deutsche Bibliothek, MAK, Stadt und Universitätsbibliothek
- Frankfurt/Oder, Kleist Gedenk- und Forschungsstätte
- Hamburg, Bucerius-Bibliothek/Museum für Kunst und Gewerbe
- Hannover, Niedersächsische Landesbibliothek
- Heidelberg, Universitätsbibliothek, Stadtbibliothek
- Kaiserslautern, Museum Pfalzgalerie MPK
- Köln, Kunst- und Museumsbibliothek
- Leipzig, Deutsche Bücherei
- London, National Library, Victoria & Albert Museum
- Ludwigshafen, Wilhelm-Hack-Museum
- Luxembourg, Bibliothèque nationale du Luxembourg
- Lyon, Bibliothèque municipale
- Mainz, Gutenberg-Museum, Land Rheinland-Pfalz, Dom- und Diözesanmuseum, Mittelrheinisches Landesmuseum, Landeszentralbank Rheinland-Pfalz, Universitätsbibliothek
- Marbach, Deutsches Literaturarchiv
- München, Bayerische Staatsbibliothek
- New Haven, Yale University Art Gallery
- New York, Columbia University, New York Public Library, Museum of Modern Art
- Nürnberg, Germanisches Nationalmuseum
- Offenbach, Klingspor-Museum
- Oxford, Taylor Institution Library
- Paris, Bibliothèque nationale de France, Musée historique de la Ville
- Saint-Quentin, Bibliothèque municipale
- Salzburg, Georg-Trakl-Haus
- San Juan, Casa del Libro
- Stuttgart, Württembergische Landesbibliothek, Staatsgalerie Stuttgart
- Toulouse, Artothèque
- Washington, Library of Congress, National Gallery Library
- Weimar, Anna-Amalia-Bibliothek
- Würzburg, Dom- und Diözesanmuseum